# 26 век пр.н.е.

## Събития
- Разцвет на строежа на Пирамидите с построяването на Пирамидите в Гиза

## Личности
- Хеопс – фараон на Египет (+ 2566 пр.н.е.)
- Хефрен – фараон на Египет
- Микерин – фараон на Египет